# Alexander Bruce (minister)
Alexander Hugh Bruce (ur. 13 stycznia 1849 w Kennet w hrabstwie Clackmannanshire, zm. 6 lipca 1921 w Londynie) – brytyjski polityk, członek Partii Konserwatywnej, minister w rządach lorda Salisbury’ego i Arthura Balfoura.

## Życiorys
Był synem Roberta Bruce’a, konserwatywnego deputowanego z Clackmannan. Wykształcenie odebrał w Eton College oraz w Oriel College na Uniwersytecie Oksfordzkim. Jego ojciec zmarł w 1864 r. Cztery lata później Izba Lordów uznała jego pretenje do parowskiego tytułu lorda Balfour of Burleigh, skonfiskowanego w 1715 r. za udział Roberta Balfoura, 5. lorda, w powstaniu 15. roku. W 1869 r. Alexander otrzymał przywrócony tytuł i jako 6. lord Balfour of Burleigh zasiadł w ławach Izby Lordów.
W 1876 r. poślubił lady Katherine Elizę Gordon (1852–1931), córkę George’a Hamiltona-Gordona, 5. hrabiego Aberdeen, i Mary Baillie, córki George’a Baillie. W tym samym roku został wybrany parem-reprezentantem Szkocji. W 1882 r. został komisarzem ds. edukacji w Szkocji. W 1887 r. został Lordem-in-Waiting. Następnie został parlamentarnym sekretarzem przy Zarządzie Handlu. Urząd ten sprawował do porażki konserwatystów w wyborach 1892 r. W kolejnych latach przewodniczył London Water Supply Commission.
Po powrocie Partii Konserwatywnej do władzy w 1895 r. lord Balfour został ministrem ds. Szkocji. W 1901 r. otrzymał Order Ostu. Zrezygnował w 1903 r. w wyniku sporu wewnątrz koalicji rządzącej na tle polityki gospodarczej. Następnie został gubernatorem Banku Szkocji. W 1908 r. objął funkcję Lord Warden of the Stannaries oraz został członkiem Rady Księcia Walii. W 1911 r. otrzymał Krzyż Wielki Orderu św. Michała i św. Jerzego.
Lord Balfour był w latach 1896–1899 rektorem Uniwersytetu Edynburskiego, a 1900 r. został wybrany kanclerzem Uniwersytet St Andrews. Był nim aż do swojej śmierci w 1921 r. Został pochowany w Clackmannan. Tytuł parowski odziedziczył jego syn, George.